# Ricardo Iván Marecos Ortigazo
Ricardo Iván Marecos Ortigazo (21 de febrero de 2005, Itauguá, Paraguay) es un futbolista paraguayo que juega como delantero en el Club Cerro Porteño de la Primera División de Paraguay.

## Trayectoria
Marecos se unió a las divisiones formativas del Club Cerro Porteño en 2016, junto a su hermano mellizo Tobías Marecos. Tras varios años de formación en la cantera azulgrana, fue cedido en 2024 al Club Resistencia para disputar minutos en la División Intermedia de Paraguay.
En 2025 regresó a Cerro Porteño, donde ha comenzado a sumar minutos con el primer equipo y también con la categoría sub-20. Disputó la Copa Libertadores Sub-20 con Cerro. Hizo su debut en la primera división ingresando a los 69 minutos en el empate sin goles de Cerro Porteño ante Sportivo Luqueño. En su primer partido como titular anotó su primer gol con el club, en la victoria de Cerro Porteño ante Recoleta F.C por el marcador de 3 a 1.

## Estadísticas

### Clubes[5]
| Temporada     | Equipo             | Liga          | Liga | Liga  | Copas nacionales | Copas nacionales | Copas nacionales | Copas continentales | Copas continentales | Copas continentales | Total | Total | Total |
| Temporada     | Equipo             | Comp          | Part | Goles | Comp             | Part             | Goles            | Comp                | Part                | Goles               | Part  | Goles |       |
| ------------- | ------------------ | ------------- | ---- | ----- | ---------------- | ---------------- | ---------------- | ------------------- | ------------------- | ------------------- | ----- | ----- | ----- |
| 2024          | Club Resistencia   | DI            | 1    | 0     |                  |                  |                  |                     |                     |                     | 1     | 0     |       |
| 2025          | Club Cerro Porteño | PD            | 3    | 1     |                  |                  |                  |                     |                     |                     | 3     | 1     |       |
| Total carrera | Total carrera      | Total carrera | 4    | 1     |                  | 0                | 0                |                     | 0                   | 0                   | 4     | 1     |       |